# Leiophron pseudopallipes
Leiophron pseudopallipes är en stekelart som beskrevs av Loan 1970. Leiophron pseudopallipes ingår i släktet Leiophron och familjen bracksteklar. Inga underarter finns listade i Catalogue of Life.